# Federica Faiella
Federica Faiella (Roma, 1 de fevereiro de 1981) é uma ex-patinadora artística italiana, que competiu na dança no gelo. Com Massimo Scali ela conquistou uma medalha de bronze em campeonatos mundiais, duas medalhas de prata em campeonatos europeus e foi sete vezes campeã do campeonato nacional italiano.

## Principais resultados

### Com Massimo Scali
| Resultados | Resultados       | Resultados      | Resultados        | Resultados        | Resultados        | Resultados        | Resultados        | Resultados       | Resultados        | Resultados        | Resultados    | Resultados    | Resultados    |
| Internacional | Internacional    | Internacional   | Internacional     | Internacional     | Internacional     | Internacional     | Internacional     | Internacional    | Internacional     | Internacional     | Internacional | Internacional | Internacional |
| Evento/Temporada | 2001– 2002       | 2002– 2003      | 2003– 2004        | 2004– 2005        | 2005– 2006        | 2006– 2007        | 2007– 2008        | 2008– 2009       | 2009– 2010        | 2010– 2011        |               |               |               |
| --- | ---------------- | --------------- | ----------------- | ----------------- | ----------------- | ----------------- | ----------------- | ---------------- | ----------------- | ----------------- | ------------- | ------------- | ------------- |
| Jogos Olímpicos | 18.ª             |                 |                   |                   | 13.ª              |                   |                   |                  | 5.ª               |                   |               |               |               |
| Campeonato Mundial | 16.ª             | 11.ª            | 9.ª               | 9.ª               | 8.ª               | 9.ª               | 5.ª               | 8.ª              | Medalha de bronze |                   |               |               |               |
| Campeonato Europeu | 12.ª             | 8.ª             | 6.ª               | 5.ª               | 7.ª               | 6.ª               | 4.ª               | Medalha de prata | Medalha de prata  | 5.ª               |               |               |               |
| GP Grand Prix Final |                  |                 |                   |                   |                   |                   |                   | 4.ª              |                   |                   |               |               |               |
| GP Cup of China |                  |                 |                   |                   | 6.ª               |                   | Medalha de bronze |                  | Medalha de bronze | Medalha de bronze |               |               |               |
| GP Cup of Russia |                  | 5.ª             | 5.ª               | Medalha de bronze |                   |                   |                   |                  |                   | WD                |               |               |               |
| GP NHK Trophy |                  |                 |                   |                   |                   |                   |                   | Medalha de ouro  |                   |                   |               |               |               |
| GP Skate America |                  |                 | 4.ª               |                   |                   |                   | Medalha de bronze |                  |                   |                   |               |               |               |
| GP Skate Canada International | 7.ª              | 5.ª             |                   |                   |                   | Medalha de bronze |                   |                  |                   |                   |               |               |               |
| GP Trophée Éric Bompard |                  |                 |                   | 5.ª               | Medalha de bronze | Medalha de bronze |                   | Medalha de prata |                   |                   |               |               |               |
| Bofrost Cup on Ice |                  |                 | Medalha de bronze |                   |                   |                   |                   |                  |                   |                   |               |               |               |
| Karl Schäfer Memorial | Medalha de prata |                 |                   |                   |                   |                   |                   |                  |                   |                   |               |               |               |
| Nebelhorn Trophy | Medalha de prata | Medalha de ouro |                   |                   |                   |                   |                   |                  |                   |                   |               |               |               |
| Nacional |                  |                 |                   |                   |                   |                   |                   |                  |                   |                   |               |               |               |
| Campeonato Italiano | Medalha de prata | Medalha de ouro | Medalha de ouro   | Medalha de ouro   | Medalha de prata  | Medalha de ouro   | Medalha de ouro   | Medalha de ouro  | Medalha de ouro   | WD                |               |               |               |
| |                  |                 |                   |                   |                   |                   |                   |                  |                   |                   |               |               |               |
| Legenda: GP = Grand Prix; WD = Abandonou; Competição não foi disputada nesta temporada; Competição não fez parte do GP/CS; Competição fez parte do GP/CS |                  |                 |                   |                   |                   |                   |                   |                  |                   |                   |               |               |               |

### Com Luciano Milo
| Resultados | Resultados       | Resultados       | Resultados       | Resultados       | Resultados    | Resultados    | Resultados    | Resultados    | Resultados    | Resultados    | Resultados    | Resultados    | Resultados    |
| Internacional                                                                                                   | Internacional    | Internacional    | Internacional    | Internacional    | Internacional | Internacional | Internacional | Internacional | Internacional | Internacional | Internacional | Internacional | Internacional |
| Evento/Temporada                                                                                                | 1996– 1997       | 1997– 1998       | 1998– 1999       | 1999– 2000       |               |               |               |               |               |               |               |               |               |
| --- | ---------------- | ---------------- | ---------------- | ---------------- | ------------- | ------------- | ------------- | ------------- | ------------- | ------------- | ------------- | ------------- | ------------- |
| Campeonato Mundial                                                                                              |                  |                  |                  | WD               |               |               |               |               |               |               |               |               |               |
| Campeonato Europeu                                                                                              |                  |                  |                  | 11.ª             |               |               |               |               |               |               |               |               |               |
| GP Sparkassen Cup on Ice                                                                                        |                  |                  |                  | 5.ª              |               |               |               |               |               |               |               |               |               |
| Finlandia Trophy                                                                                                |                  |                  |                  | Medalha de prata |               |               |               |               |               |               |               |               |               |
| Internacional – Júnior                                                                                          |                  |                  |                  |                  |               |               |               |               |               |               |               |               |               |
| Campeonato Mundial Júnior                                                                                       | 7.ª              | Medalha de prata | Medalha de prata |                  |               |               |               |               |               |               |               |               |               |
| JGP JGP Final                                                                                                   |                  | Medalha de prata | Medalha de ouro  |                  |               |               |               |               |               |               |               |               |               |
| JGP JGP Alemanha                                                                                                |                  | Medalha de prata | Medalha de prata |                  |               |               |               |               |               |               |               |               |               |
| JGP JGP Bulgária                                                                                                |                  | Medalha de ouro  |                  |                  |               |               |               |               |               |               |               |               |               |
| JGP JGP México                                                                                                  |                  |                  | Medalha de ouro  |                  |               |               |               |               |               |               |               |               |               |
| Autumn Trophy                                                                                                   | 4.ª              | —                | —                | —                |               |               |               |               |               |               |               |               |               |
| EYOF | Medalha de ouro  |                  |                  |                  |               |               |               |               |               |               |               |               |               |
| Grand Prix International St. Gervais                                                                            | Medalha de prata |                  |                  |                  |               |               |               |               |               |               |               |               |               |
| Nacional |                  |                  |                  |                  |               |               |               |               |               |               |               |               |               |
| Campeonato Italiano                                                                                             |                  |                  |                  | Medalha de prata |               |               |               |               |               |               |               |               |               |
| Campeonato Italiano – Júnior                                                                                    | Medalha de prata | Medalha de prata | Medalha de ouro  |                  |               |               |               |               |               |               |               |               |               |
| |                  |                  |                  |                  |               |               |               |               |               |               |               |               |               |
| Legenda: GP = Grand Prix; JGP = Grand Prix Júnior; WD = Abandonou; Competição não foi disputada nesta temporada |                  |                  |                  |                  |               |               |               |               |               |               |               |               |               |